# Antoinette Sassou Nguesso

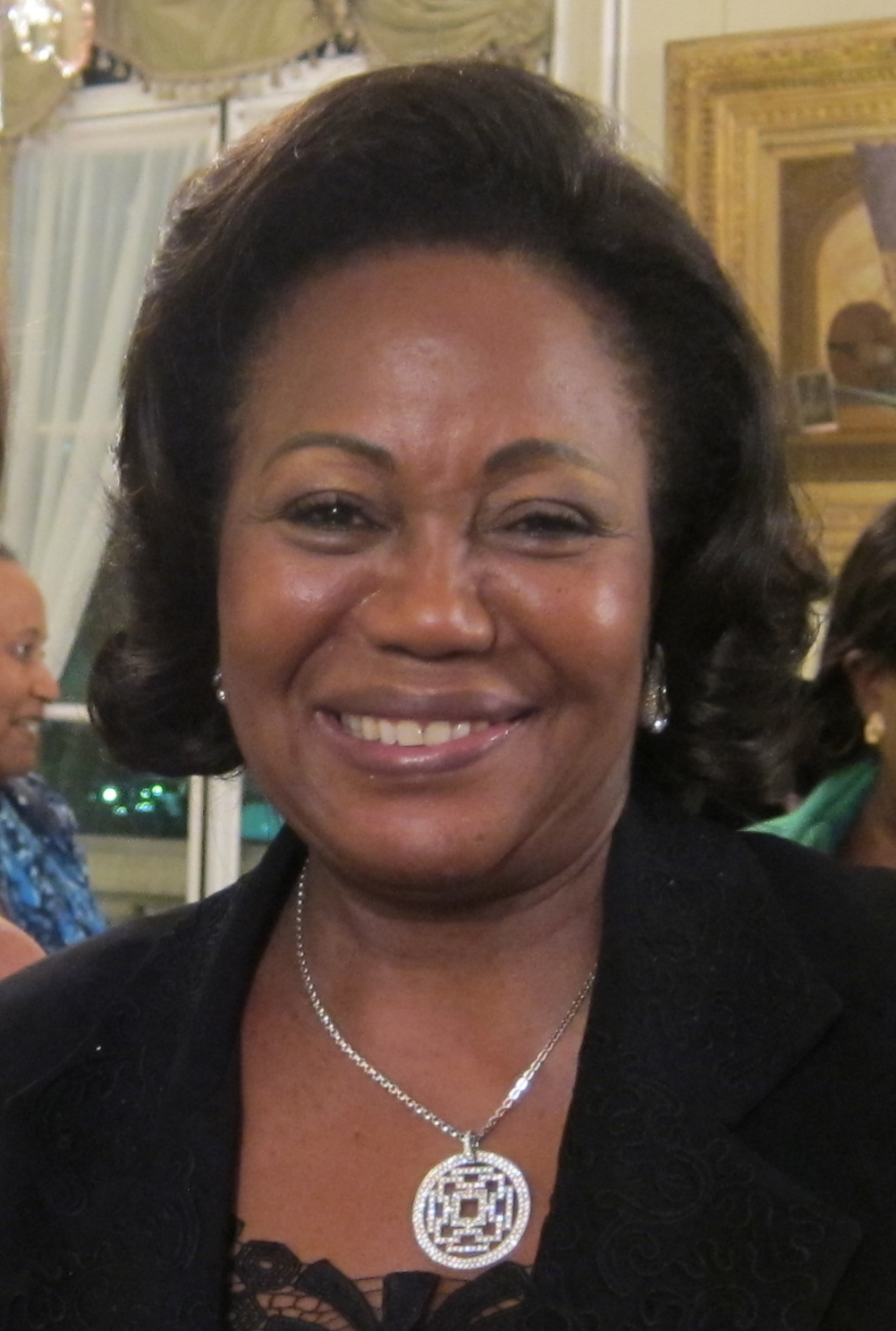
Antoinette Sassou-Nguesso (2011)

Antoinette Sassou Nguesso (geb. Antoinette Loemba Tchibota; geb. 7. Mai 1945, Brazzaville, Französisch-Äquatorialafrika) ist die First Lady der Republik Kongo. Sie war Lehrerin und wurde in der Republik Kongo erstmals First Lady, als 1979 bis 1992 Denis Sassou Nguesso erstmals Präsident war. Seit seinem zweiten Amtsantritt 1997 hält sie erneut dieses Amt.

## Leben
Antoinette Loemba Tchibota wurde am 7. Mai 1945 in Brazzaville geboren. Ihre Eltern waren Pascal Loemba Tchibota und Marie-Louise Djembo, sie kamen ursprünglich aus Kakamoéka und ließen sich scheiden als Antoinette noch ein Kind war. Ihre Mutter heiratete später wieder, François Gallo Poto, einen Cousin von Antoinette Gbetigbia Gogbe Yetene (gest. 1977), der ersten Frau von Mobutu Sese Seko, dem ehemaligen Präsidenten von Zaire. Sassou Nguessos Mutter, die unter dem Namen „Mama Poto Galo“ bekannt war, starb im Januar 2005 und wurde auf dem Gombe Cemetery in Kinshasa in der benachbarten Demokratischen Republik Kongo bestattet. Nach der Scheidung ihrer Eltern wuchs Sassou Nguesso in Pointe-Noire und in Brazzaville auf. Sie besuchte die Grundschulen in beiden Städten, bevor sie in einem Girl’s College in Mouyondzi ihre Schulbildung abschloss.
Sassou Nguesso war Lehrerin. Sassou Nguesso war Präsidentin einer kongolesischen Nichtregierungsorganisation, der Fondation Congo Assistance (Kongo-Assistenz-Stiftung) seit deren Gründung am 7. Mai 1984.
Im Juni 2016 wurde Sassou Nguesso unter Androhung einer Erzwingungsstrafe (Subpoena) aufgefordert vor einem US-amerikanischen Gericht zu erscheinen, als sie in Washington, D.C. zu Besuch war. Die Vorladung stammte aus einem laufenden Schulden-Verfahren von 1980 zwischen der amerikanischen Firma Commisimpex und der kongolesischen Regierung unter Präsident Denis Sassou Nguesso. Das Unternehmen behauptet, dass es von der Regierung Sassou Nguesso nie für seine Leistungen entschädigt worden sei. Antoinette Sassou Nguesso wurde vor das U.S.-Gericht zitiert, um Fragen zu den Vermögenswerten der Familie zu beantworten, sowie zu den Regierungsgeldern; sie ignorierte jedoch die Subpoena-Androhung und erschien nicht vor Gericht. Ihre Anwälte beanspruchten diplomatische Immunität und drückten ihr Unverständnis aus, warum sie in Angelegenheiten des kongolesischen Staates vorgeladen wurde.
Die Familie von Sassou Nguesso war auch noch 2017 Gegenstand mehrerer rechtlicher und finanzieller Ermittlungen in den USA und Frankreich. Das französische Justizministerium beschlagnahmte einen Immobilienkomplex im 17. Arrondissement von Paris, welcher im Namen von Antoinette Sassou Nguesso erworben worden war.

## Privates
Die First Lady reist immer in Begleitung ihrer persönlichen Friseuse, der Haarstylistin Amédée Ebono aus Brazzaville.